# Cubocephalus associator
Cubocephalus associator là một loài tò vò trong họ Ichneumonidae.